# Карвальо, Базиль де
Базиль Соломон Перейра де Карвальо (порт. Basile Salomon Pereira de Carvalho, 31 октября 1981, Зигиншор) — бисау-гвинейский и сенегальский футболист, нападающий. Выступал за сборную Гвинеи-Бисау.

## Футбольная карьера

### Французские клубы
Де Карвальо начал карьеру в французском клубе «Луан-Кюишо» из Луана, за клуб он сыграл 38 матей и забил 15 мячей. В 2002 году игрок пополнил состав «Сошо», где сыграл 5 матчейв высшем дивизионе. Также уходил в аренду в клуб «Седан», сыграл 27 матчей и забив 9 голов.
В 2005 году нападающий стал игроком «Стад Брестуа» из французского Бреста, где сыграл 109 матчей в Лиге 2 и Национальном чемпионате Франции, отличившись 18 голами. В начале 2010 года игрок ненадолго стал игроком «Страсбура», где сыграл 15 матчей, забил всего один гол.

### Карьера в Болгарии
В 2010 году Базиль перешёл в болгарский «Локомотив (Пловдив)» на замену Гарра Дембеле, перешедшего в «Левски». В первые полгода игрок забил 7 голов в 13 матчах. В январе 2011 года де Карвальо достих соглашения с «Левски», но трансфер сорвался из-за травмы плеча. 15 марта 2012 года в четвертьфинале Кубка Болгарии игрок получил красную карточку за драку с игроком «Левски» Христо Йововым, также удалённым. Тем не менее, пловдивский клуб выиграл 2:1 и прошёл дальше.
12 июня 2012 года подписал контракт с «Левски». 19 июля, в матче Лиги Европы УЕФА против «Сараево», дебютировал за команду. 20 августа 2012 года разгорелся расисткий скандал: болельщики кинули в него и другого чернокожего одноклубника Дастли Мюлдера по банану, а разъярённый де Карвальо начал перепалку со стюардом, что чуть не перелилось в драку с болельщиками. 28 ноября 2012 года забил покер в ворота «Этар 1924», матч закончился со счётом 7:1. В сезоне 2012/13 игрок стал лучшим бомбардиром чемпионата Болгарии с 19 голами.

### Последующая карьера
В 2013 году игрок перешёл в «Уайт Стар» из Брюсселя. Также он играл непродолжительное время в 2014 году за луандский «Интер».
В 2015 году де Карвальо вернулся в клуб, где начинал европейскую карьеру, «Луан-Кюишо». С 2015 по 2019 годы игрок сыграл 61 матч и забил 29 голов. В мае 2019 года Базиль де Карвальо объявил о завершении спортивной карьеры.

## Карьера в сборной
Игрок имел право выступать за сборные Сенегала, Гвинеи-Бисау и Франции, но решил выбрать сборную Гвинеи-Бисау. В сентябре 2010 года был впервые вызван в состав, а дебют случился 26 марта 2011 года в матче квалификации на Кубок африканских наций 2012 против Уганды. Также игрок участвовал в отборе на ЧМ-2014. Итого за сборную он провёл 6 матчей и забил 2 гола.